# クリアウォーター市長
クリアウォーター市長（Mayor of Clearwater）は、アメリカ合衆国フロリダ州クリアウォーターの首長。
| 氏名                       | 任期            |
| -------------------------- | --------------- |
| ジェームズ・E・クレーン    | 1891年          |
| ダニエル・S・キダー        | 1901年          |
| J・F・ベネット             | 1902年          |
| E・J・アームストロング     | 1903年          |
| R・H・パジェット           | 1904年 - 1905年 |
| J・R・ジェフォーズ         | 1906年          |
| リロイ・J・ブランドン      | 1907年 - 1909年 |
| E・L・ピアース             | 1910年          |
| A・E・スローン             | 1911年          |
| C・H・エヴァンス           | 1912年 - 1913年 |
| J・R・ジェフォーズ         | 1914年 - 1915年 |
| ジョン・R・トーマス        | 1916年 - 1917年 |
| R・K・ブランドン           | 1918年 - 1919年 |
| フランク・J・ブース        | 1920年 - 1926年 |
| H・H・バスキン             | 1926年 - 1934年 |
| レイ・E・グリーン          | 1935年 - 1938年 |
| E・B・キャスラー・ジュニア | 1938年 - 1940年 |
| ジョージ・R・シービー      | 1941年 - 1946年 |
| J・O・ハウズ               | 1947年 - 1948年 |
| ハリー・D・サージェント    | 1949年 - 1950年 |
| ハーバート・M・ブラウン    | 1951年 - 1956年 |
| ルイス・H・ホーマー        | 1957年 - 1958年 |
| アレックス・D・フィンチ    | 1959年 - 1960年 |
| ロバート・L・ウェザリー    | 1961年 - 1964年 |
| ジョセフ・K・ターナー      | 1965年 - 1966年 |
| H・エベレット・ホウゲン    | 1967年 - 1974年 |
| ガブリエル・カザレス       | 1975年 - 1978年 |
| チャールズ・F・レッヘル    | 1978年 - 1982年 |
| キャサリン・ F・ケリー     | 1983年 - 1986年 |
| リタ・ガーベイ             | 1987年 - 1999年 |
| ブライアン・オーングスト   | 1999年 - 2005年 |
| フランク・ヒバード         | 2005年 - 2012年 |
| ジョージ・クリテコズ       | 2012年 - 現在   |